# АРТСтрелка-projects
«АРТСтрелка-projects» — московская галерея современного искусства, основанная художником Владимиром Дубосарским и куратором Ольгой Лопуховой.

## История
Галерею создали художник Владимир Дубосарский и куратор Ольга Лопухова. Открыта 27 декабря 2004 года в составе Культурного центра «АРТСтрелка». Открытие галереи ознаменовалось сразу тремя проектами: Ольга Божко представила «Дзен или чеховские мотивы», Владислав Мамышев-Монро продолжил работу с «объектом Достоевским», а фотогалерея Reflex в рамках петербургского фотомарафона в Москве выставила фотоверсии «Поэмы без героя» Анны Ахматовой.
С первых дней своего существования галерея работала с известными коллекциями современного искусства: Московского музея современного искусства, А. Сандретти для Музея современного искусства Тренто и Роверето (Италия), В. Семенихина, В. Аминова, В. Бондаренко, И. Маркина, Д. Коваленко, И. и А. Кобылко (Франция), Е. Селиной.

## Круг художников
| - Павел Аксёнов - Базилев Сергей - Виктория Бегальская - Бушез Жером - Воронцов Сергей - Владимир Дубосарский - Император ВАВА - Яков Каждан - Елена Китаева | - Илья Китуп - Валерий Кошляков - Кузнецова Анна - Андрей Кузькин - Ларин Константин - Мастерская-таф - Лиза Морозова - Мяо Цзясинь (Miao Jiaxin) - Александр Петлюра | - Ройтер Андрей - Александр Сигутин - Авдей Тер-Оганьян - Олег Тистол - Фикс Евгений - Гор Чахал - Юрий Шабельников - Стивен Шанабрук |